# Cyrus i Jan
Cyrus i Jan (zm. 31 stycznia ok. 303 lub 311) – męczennicy aleksandryjscy, święci Kościoła katolickiego i prawosławnego.

## Żywoty świętych

### Życie
Cyrus, również abba Cyrus lub abba Kyros, cs. Muczenik Aleksandrijskij, biessrebrennik i czudotworec Kir – pochodził z Aleksandrii. W młodości posiadł tajniki leczenia ludzi. Będąc chrześcijaninem wszystkim chorym udzielał bezpłatnych porad. Leczył również siłą swej wiary i modlitwą, przez co na wiarę w Chrystusa nawrócił wielu pogan. Gdy za cesarza Dioklecjana rozgorzały prześladowania chrześcijan, Cyrus przeniósł się do Arabii, złożył śluby zakonne i w dalszym ciągu pomagał bliźnim.
Jan, cs. Muczenik Ioann – był żołnierzem z Edessy. Mieszkał przez pewien czas w Jerozolimie, skąd przybył do świętego, aby zostać jego uczniem. Razem zaczęli uzdrawiać chorych i nawracać pogan na wiarę chrześcijańską. 

### Śmierć
Gdy dowiedzieli się, że chrześcijanka z Canopus Teodozja i jej trzy córki: Teoktysta, Teodozja i Eudoksja prowadzone są na śmierć, pośpieszyli, aby umocnić je w wierze. Zostali wówczas aresztowani i poddani torturom, aby wyrzekli się wiary w Jezusa Chrystusa, a następnie, wraz z nimi, ścięto im głowy.

## Kult
W 412 relikwie Cyrusa i Jana przeniesiono do położonej nieopodal Kanopy miejscowości Manufin, skąd w okresie późniejszym odesłano je do kościółka w Rzymie (na prawym brzegu Tybru), a stamtąd do Monachium.
Do rozprzestrzenia kultu świętych przyczynił się św. Sofroniusz Jerozolimski.
Za wstawiennictwem świętych Cyrusa i Jana wierni modlą się o zdrowie, szczególnie przy ospie, guzach, wrzodach i chorobach żołądka.
Na ikonach święci wyjątkowo spotykani są oddzielnie. Cyrus jest starszym, siwobrodym mnichem ze zwiniętym zwojem pisma w dłoni, Jan młodym mężczyzną z krótką brodą lub bez brody, z krzyżem w dłoni.
Są patronami lekarzy.
Ich wspomnienie liturgiczne w Kościele katolickim obchodzone jest 31 stycznia.
Cerkiew prawosławna wspomina męczenników dwukrotnie:
- 31 stycznia/13 lutego[a] (rocznica śmierci),
- 28 czerwca/11 lipca (rocznica przeniesienia relikwii w 412).